# Lúcio Fúrio Medulino (cônsul em 413 a.C.)
Lúcio Fúrio Medulino (em latim: Lucius Furius Medullinus) foi um político da gente Fúria nos primeiros anos da República Romana eleito cônsul por duas vezes, em 413 e 409 a.C., com Aulo Cornélio Cosso e Cneu Cornélio Cosso respetivamente. Foi também tribuno consular por sete vezes, em 407, 405, 398, 397, 395, 394 e 391 a.C.. Era filho de Lúcio Fúrio Medulino, tribuno consular em 432, 425 e 420 a.C., e irmão de Espúrio Fúrio Medulino, tribuno consular em 400 a.C., e do grande Marco Fúrio Camilo. Seu filho era Espúrio Fúrio Medulino, tribuno consular em 378 a.C.

## Primeiro consulado (413 a.C.)
Segundo Lívio, Lúcio Fúrio foi cônsul em 413 a.C. em Aulo Cornélio Cosso. Diodoro Sículo e Cassiodoro indicaram como cônsul para aquele ano um Marco Cornélio Cosso, que pode ou não ser a mesma pessoa.
Os dois cônsules tiveram que lidar com os resultados do motim do ano anterior, que levou à morte o tribuno consular Marco Postúmio Regilense, declarando a pena capital a uns poucos soldados, que foram obrigados a se suicidar.
A Lúcio Fúrio foi entregue a campanha contra os volscos, que estavam arrasando o território dos aliados hérnicos. Mas ele não conseguiu forçar uma batalha e os volscos preferiram se retirar. Ele ocupou Ferentino e todas as terras vizinhas, que foi entregue aos hérnicos.

## Segundo consulado (409 a.C.)
Em 409 a.C., foi novamente eleito cônsul juntamente com Cneu Cornélio Cosso. Graças ao ativismo dos tribunos da plebe da família Icília, pela primeira vez na história da República Romana foram eleitos três questores plebeus: Quinto Sílio, Públio Élio e Caio Pápio.
Revigorados pelo sucesso, os tribunos se opuseram mais uma vez ao alistamento, necessário para responder adequadamente aos raides de équos e volscos no território dos aliados latinos e hérnicos, esperando conseguir mais concessões. No final, chegou-se a um acordo pelo qual no ano seguinte seriam eleitos tribunos consulares, cujos candidatos podiam ser plebeus, mas o Senado conseguiu impedir a participação de qualquer representante dos Icílios.
Organizado o exército, os cônsules marcharam para Carvento, que havia sido conquistada por volscos e équos, sem, porém, conseguir recapturá-la. Mas conquistaram Verrugine, no território dos volscos.

## Primeiro tribunato consular (407 a.C.)
Lúcio Fúrio foi eleito tribuno novamente em 407 a.C., desta vez com Caio Valério Potito Voluso, em seu segundo mandato, Caio Servílio Estruto Aala e Numério Fábio Vibulano, também em seu segundo tribunato consular. Todos eram patrícios e já haviam ocupado o cargo máximo da magistratura romana antes.
Terminada a trégua com Veios, Roma enviou uma embaixada para obter retribuição pelos danos sofridos:
| “ | Quando chegaram na fronteira, encontraram a delegação de Veios. Um pedido foi feito de que ninguém fosse até Veios antes que eles fossem apresentados ao Senado Romano. E o Senado, por causa dos duros combates travados com os veios, concede que não será necessária nenhuma compensação, pois isto seria lucrar com a desgraça alheia. | ” |
|   | — Lívio, Ab Urbe condita IV, 4, 58. |   |

Os romanos, porém, por causa da lentidão na tomada de decisões, perderam a guarnição de Verrugine, que foi massacrada pelos volscos e équos. O exército enviado para ajudar chegou atrasada e não pode fazer nada além de vingar a guarnição, massacrando o inimigo, surpreendido enquanto saqueavam a cidade.

## Segundo tribunato (405 a.C.)
Foi eleito novamente em 405 a.C., desta vez com Tito Quíncio Capitolino Barbato, Aulo Mânlio Vulsão Capitolino, Quinto Quíncio Cincinato, Caio Júlio Julo e Mânio Emílio Mamercino.
Roma levou a guerra até Veios, cercando a cidade, que não conseguiu obter o apoio das demais cidades etruscas em sua guerra contra Roma.
| “ | No início do cerco, os etruscas realizaram assembleias lotadas perto do Templo de Voltumna, mas não conseguiram decidir se todos os etruscos deveriam entrar na guerra em favor dos veios. | ” |
|   | — Lívio, Ab Urbe condita IV, 4, 61.. |   |

## Terceiro tribunato (398 a.C.)
Lúcio Fúrio foi eleito pela terceira vez tribuno consular em 398 a.C. com Marco Valério Latucino Máximo, Marco Fúrio Camilo, Lúcio Valério Potito, Quinto Servílio Fidenato Quinto Sulpício Camerino Cornuto.
Os romanos continuaram o cerco a Veios e, sob o comando de Valério Potito e Fúrio Camilo, foram saqueadas Falérias e Capena, cidades aliadas dos etruscos.
Durante o ano se verificou uma elevação do nível das águas do Lago Albano, perto de Alba Longa e, para interpretar o significado deste misterioso evento, emissários foram enviados para questionar o Oráculo de Delfos:
| “ | [...] um lago, nas florestas de Alba, cresceu e chegou a uma altura extraordinária sem que ninguém conseguisse explicar este maravilhoso efeito, nem pela água e nem pelo céu e nem por nenhuma outra causa. Para descobrir o que os deuses pretendiam com este milagre, emissários foram enviados para consultarem o Oráculo de Delfos. Mas outro sinal foi ouvido por acaso perto do acampamento: um velho de Veios, entre as inúmeras provocações entre romanos e os sentinelas etruscos, cantou as seguintes palavras de tom profético: "Enquanto as águas do lago Alba não tiverem desaparecido, os romanos não conquistarão Veios". | ” |
|   | — Lívio, "Ab Urbe Condita libri" V, 15. |   |

Ao retornar, em 397 a.C., os embaixadores reportaram a mesma explicação e o velho de Veios, preso, foi acusado do prodígio para apaziguar os deuses.

## Quarto tribunato (397 a.C.)
Em 397 a.C., foi eleito pela quarta vez, com Lúcio Júlio Julo, Lúcio Sérgio Fidenato, Aulo Postúmio Albino Regilense, Públio Cornélio Maluginense e Aulo Mânlio Vulsão Capitolino. Os romanos continuavam o cerco de Veios, suportando também um ataque dos volscos à guarnição de Anxur (Terracina), e dos équos à colônia de Labico.
Neste difícil contexto é que aparecem os raides dos tarquínios, que queriam se aproveitar da difícil situação pela qual passava Roma sem sofrerem represálias, que, ao invés disso, foram organizadas por Aulo Postúmio e Lúcio Júlio, que surpreenderam os invasores em Cerveteri (Cere), o que permitiu que Roma diminuísse ainda mais os aliados dos etruscos.  Juntamente com seu colega Lúcio Júlio Julo, Aulo Postúmio reuniu um exército de voluntários, pois os tribunos da plebe se opunham a um alistamento geral. Conseguiram uma unidade de tarquínios que regressavam para casa depois de saquear o território romano
Os embaixadores enviados para interrogar o Oráculo de Delfos sobre o aumento do nível das águas do Lago Albano, perto de Alba Longa, retornaram com a seguinte resposta:
| “ | Ó romanos! Não deixem que as águas continuem no lago Albano ou que siga até o mar pelo seus canais normais. Deveis drenar os campos e dividi-las em rios menores. Isto feito, ataque com força e coragem os muros inimigos, lembrando que do destino revelado a vós hoje será lhes será concedida a vitória sobre a cidade assediada por tantos anos. Uma vez concluída a guerra como vencedores, tragam ao meu templo uma rica doação, e os ritos da pátria, que foram negligenciados, renovai-os e repeti-os segundo as tradições do passado | ” |
|   | — Lívio, Ab Urbe Condita V, 2, 16.. |   |

O remédio para resolver a questão dos ritos negligenciados incluiu a renúncia dos tribunos pelo resto de seu mandato, aos quais se seguiram três interrexes antes da eleição dos novos tribunos consulares.

## Quinto tribunato consular (395 a.C.)
Lúcio Fúrio foi eleito pela quinta vez em 395 a.C. com Públio Cornélio Cipião, Cesão Fábio Ambusto, Públio Cornélio Maluginense Cosso, Quinto Servílio Fidenato e Marco Valério Latucino Máximo.
Aos dois irmãos, Cornélio Maluginense e Cornélio Cipião, foi confiada a campanha contra os faliscos, que não chegou a resultado concreto algum, enquanto Valério Latucino e Quinto Servílio atacaram os capenatos, que, ao final, foram obrigados a buscar a paz com Roma.
Na cidade, seguia feroz a polêmica sobre a subdivisão do butim obtido com a captura de Veios no ano anterior, que se acendeu ainda mais depois da proposta do tribuno da plebe Veio Tito Sicínio, de transferir boa parte da população de Roma para Veios, combatida fortemente pelos senadores.

## Sexto tribunato (394 a.C.)
Em 394 a.C. foi eleito novamente com Marco Fúrio Camilo, Caio Emílio Mamercino, Lúcio Valério Publícola, Espúrio Postúmio Albino Regilense e Públio Cornélio Cipião. A Fúrio Camilo foi encarregada a campanha contra os faliscos que acabou com a rendição de Falérios à Roma. Camilo aproveitou a oportunidade para desviar a atenção dos difíceis conflitos sociais que assolavam cidade focando a população num único conflito externo. Ele cercou Falérios e, depois de rejeitar como imoral a proposta de um professor local de entregar a maior parte das crianças locais aos romanos, os falérios ficaram muito agradecidos e juraram lealdade aos romanos.
A Caio Emílio e Espúrio Postúmio foi encarregada a campanha contra os équos. Os dois tribunos, depois de haver derrotado os inimigos em uma batalha campal, decidiram que, enquanto Caio Emílio ficaria responsável por Verrugine, Postúmio seguiria saqueando o território dos équos. Mas os romanos, durante esta ação, foram surpreendidos e derrotados por um ataque dos équos. Apesar da derrota e do fato de muitos soldados da guarnição de Verrugine estarem refugiados em Túsculo temendo um novo ataque dos équos, Postúmio conseguiu reorganizar o exército e obteve vitória completa contra os équos.

## Sétimo tribunato (391 a.C.)
Lúcio Fúrio foi eleito tribuno consular pela última vez em 391 a.C. com Lúcio Lucrécio Tricipitino Flavo, Sérvio Sulpício Camerino, Lúcio Emílio Mamercino, Agripa Fúrio Fuso e Caio Emílio Mamercino. À Lúcio Lucrécio e Caio Emílio coube a campanha contra os volsínios e, à Agripa Fúrio e Sérvio Sulpício, a contra os sapienatos, interrompida por causa da epidemia que se abateu sobre Roma.
Os romanos conseguiram vencer facilmente os volsínios durante a primeira e única batalha campal da campanha e começaram a arrasar o território inimigo, ao fim da qual os volsínios obtiveram uma trégua de vinte anos em troca do quanto fora roubado dos romanos no ano anterior e o pagamento do valor devido aos soldados romanos para o ano corrente. Os sapienatos, depois de saberem da rendição de seus aliados, se retiraram, deixando seu próprio território indefeso aos raides romanos.
Foi durante este tribunato que Marco Fúrio Camilo foi acusado pelo tribuno da plebe Lúcio Apuleio de ter distribuído de modo injusto o butim conseguido depois da captura de Veios, decidiu se exilar voluntariamente em Ardea.
No entanto, os galos sênones (em latim: galli senoni), liderados por Breno, cercaram Clúsio, que enviou embaixadores à Roma para pedir ajuda.